# ミレニアム・ヒルトン・バンコク

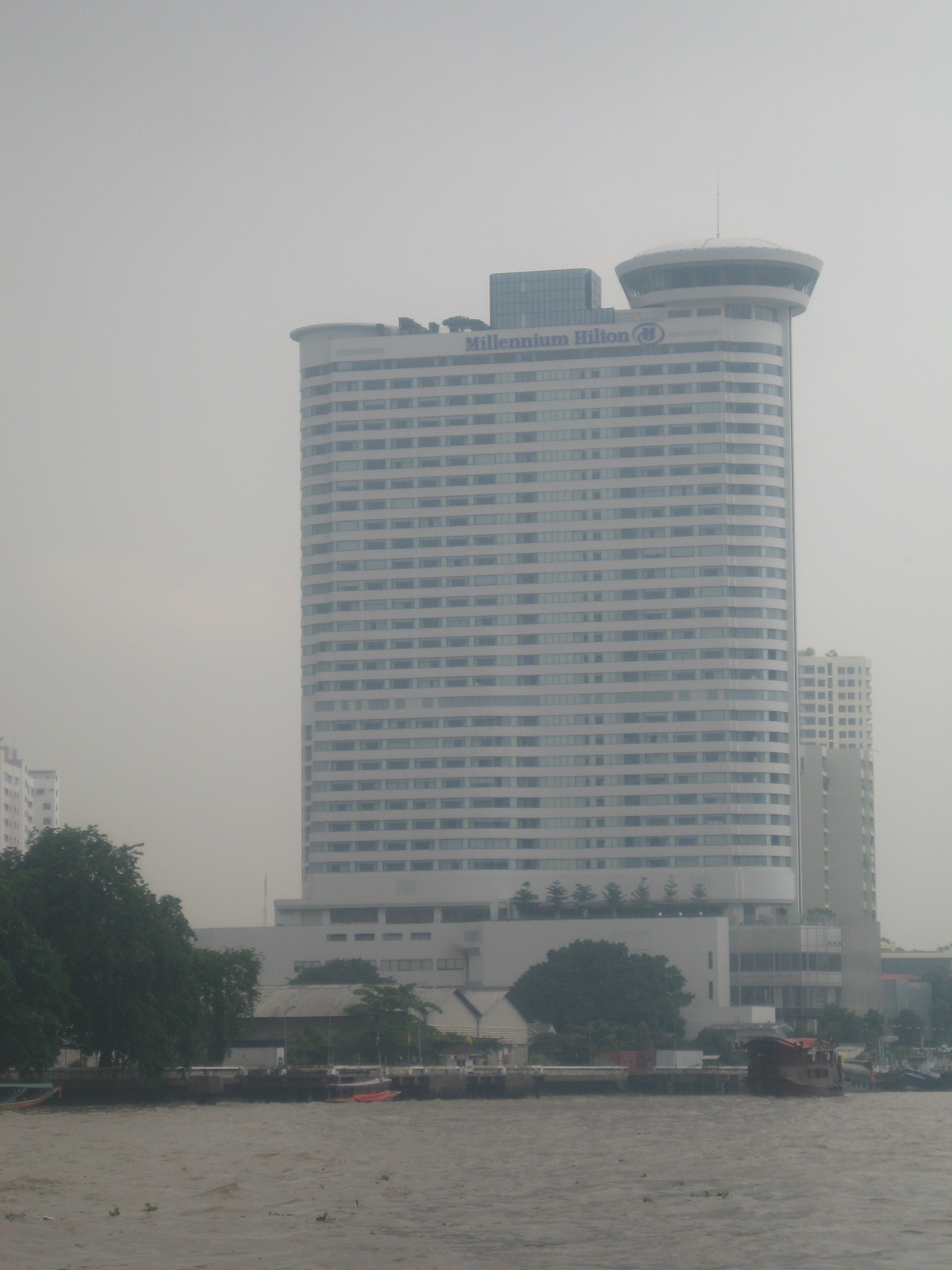
ミレニアム・ヒルトン・バンコク

ミレニアム・ヒルトン・バンコク(Millennium Hilton Bangkok)は、タイ・バンコクのクローンサーン区にある最高級ホテル。

## 特徴
チャオプラヤー川の川岸に2006年3月1日に開業した32階建て543室の高層ホテル。対岸にロイヤル・オーキッド・シェラトン・ホテル&タワーズがある。ロビーは12階まで吹き抜けである。すべての部屋からチャオプラヤー川を眺めることができる。客室のインテリアはデザインホテルを彷彿させる。パッケージツアーやホテルクーポンで利用される客室は、バンコクのほぼ同じグレードのホテルと比較してやや狭い。
4階の屋外にあるプールには砂を張ったビーチが造られてあり、「ザ・ビーチ」と名付けられている。
チャオプラヤー川沿いに建つマンダリン・オリエンタル・バンコクやザ・ペニンシュラ・バンコク、シャングリ・ラ ホテル バンコクと比べてバンコク・スカイトレインのサパーンタークシン駅(สถานีสะพานตากสิน)からかなり距離があるが、上記シェラトンと同様にホテル ～ サパーンタークシン駅間を往復する無料のシャトルボートが一定時間おきに運航されている。
このホテルはアコーホテルズのホテルブランドであるソフィテルを名乗る予定だったものの、建設が中断し廃墟となり、ヒルトンが購入して建設を再開し、開業にこぎつけた経緯がある。

## 設備
- スリー・シックスティー(Three Sixty)　バー
- ゼータ・バー(Zeta Bar)　バー
- プライム・レストラン(Prime)　ステーキ&シーフード
- フロウ(FLOW)　インターナショナル料理
- 源(Yuan)　広東料理
- スパ
- ザ・ビーチ(The Beach)　屋外プール　など